# Myopias

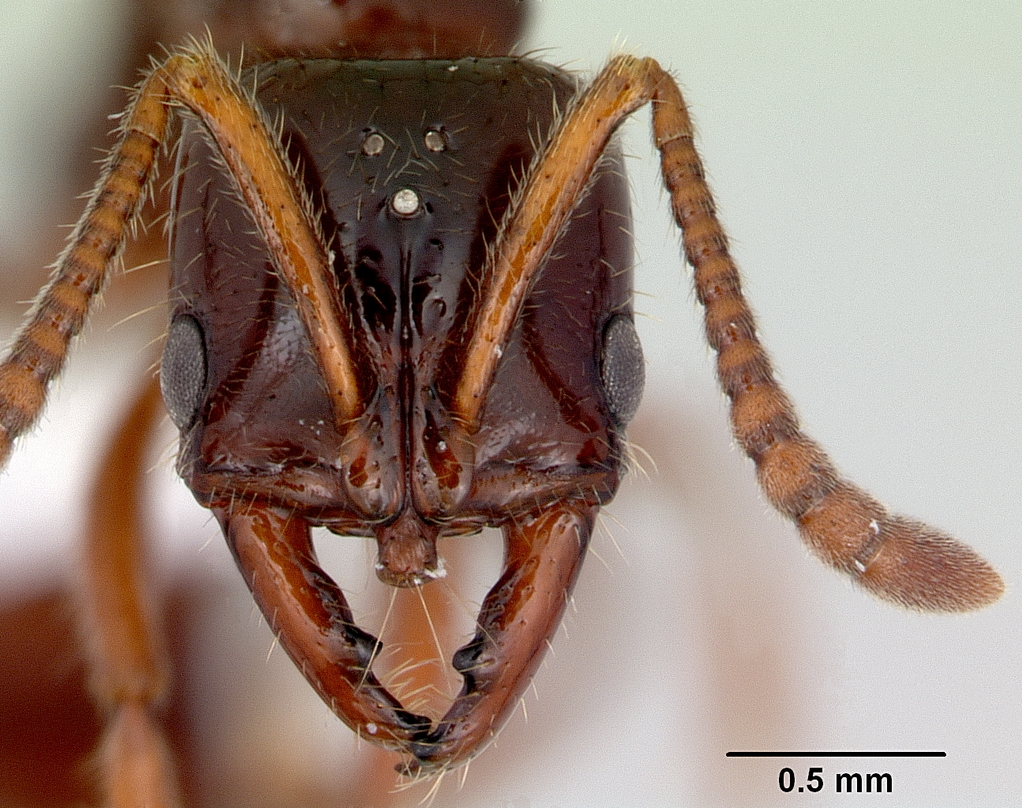
Муравей Myopias chapmani

Myopias (лат.) — род мелких муравьёв (Formicidae) из подсемейства Ponerinae. Более 30 видов.

## Распространение
Ориентальная область, Австралия, Новая Гвинея.

## Описание
Тропические земляные муравьи от желтовато-коричневого и до буровато-чёрного цвета. Размеры от мелкого до крупного (рабочие от 2,8 до 16,9 мм). 
Мандибулы узкие и длинные, с клипеусом не соприкасаются, когда закрыты. Усики рабочих и самок 12-члениковые. Формула щупиков рабочих 4,4; 3,3; или 2,2 (у самцов 6,3; 5,3; 4,3). Медиальный клипеальный выступ прямой. Глаза расположены в передней половине головы. Стебелёк одночлениковый, петиоль узловидный, сверху округлый. Брюшко с сильной перетяжкой на IV сегменте. Коготки задних ног простые, без зубцов на их внутренней поверхности. Голени задних ног с двумя шпорами (одной крупной гребневидной и другой простой и мелкой). Жало развито.
Живут небольшими семьями (менее 100 муравьёв), в почве, под камнями, в гнилой древесине. Хищники, охотятся на мелких членистоногих, включая Collembola, многоножек, разных муравьёв. У рабочих в брюшке обнаружено несколько экзокринных абдоминальных желёз: ядовитая железа, дюфурова железа, пигидиальная и стернальные железы, а также железы, связанные с жалом и гоностилями.

## Систематика
Более 40 видов. Включают в трибу Ponerini и подсемейство Ponerinae в составе родовой группы Odontomachus genus group.
- Myopias amblyops Roger, 1861 typus
- Myopias bidens (Emery, 1900)
- Myopias breviloba  (Wheeler, 1919)
- Myopias castaneicola (Donisthorpe, 1938)
- Myopias chapmani  Willey & Brown, 1983[6]
- Myopias concava  Willey & Brown, 1983
- Myopias conicara Xu, 1998[11]
- Myopias crawleyi  (Donisthorpe, 1941)
- Myopias cribriceps  Emery, 1901
- Myopias darioi  Probst and Boudinot, 2015
- Myopias daia Xu, Burwell & Nakamura, 2014
- Myopias delta  Willey & Brown, 1983
- Myopias densesticta  Willey & Brown, 1983[6]
- Myopias emeryi  (Forel, 1913)
- Myopias gigas  Willey & Brown, 1983
- Myopias hania Xu & Liu, 2011
- Myopias hollandi  (Forel, 1901)
- Myopias julivora  Willey & Brown, 1983
- Myopias kuehni  (Forel, 1902)
- Myopias latinoda  (Emery, 1897)
- Myopias levigata  (Emery, 1901)
- Myopias lobosa  Willey & Brown, 1983
- Myopias loriai  (Emery, 1897)
- Myopias luoba Xu & Liu, 2011
- Myopias maligna  (Smith, 1861)
- Myopias mandibularis (Crawley, 1924)
- Myopias mayri (Donisthorpe, 1932)
- Myopias media Willey & Brown, 1983[6]
- Myopias menba Xu & Liu, 2011
- Myopias minima Jaitrong et al., 2018[1]
- Myopias modiglianii  (Emery, 1900)
- Myopias nops Willey et Brown, 1983
- Myopias papua Snelling, 2008
- Myopias philippinensis  (Menozzi, 1925)
- Myopias punctigera  (Emery, 1901)
- Myopias ruthae  Willey & Brown, 1983 [6]
- Myopias sakaeratensis Jaitrong et al., 2018[1]
- Myopias santschii  (Viehmeyer, 1914)
- Myopias shivalikensis Bharti et Wachkoo, 2012 — Индия (Гималаи, хребет Шивалик, 700 м н.у.)[12]
- Myopias sonthichaiae Jaitrong et al., 2018[1]
- Myopias tasmaniensis  Wheeler, 1923[13]
- Myopias tenuis  (Emery, 1900)
- Myopias trumani  (Donisthorpe, 1949)
- Myopias xiphias  (Emery, 1900)